# Alessandra Samadello
Alessandra Samadello de Oliveira (Santo André, 20 de abril de 1971), mais conhecida apenas como Alessandra Samadello, é uma cantora e compositora brasileira de música cristã contemporânea.
Pertence a Igreja Adventista do Sétimo Dia, onde gravou dezoito CDs, além de dois DVDs infantis. Casada com o músico, produtor musical e também compositor Ariney Oliveira, estão juntos desde o primeiro álbum, intitulado Braços Abertos. Já alcançou cerca de 1 milhão de cópias vendidas.
Além de algumas apresentações em programas de televisão: "Domingo Legal", em 1996; "Hebe", em 2005; programas regionais das emissoras Globo, SBT, Bandeirantes e Record, Alessandra ganhou vários prêmios, dentre eles o Troféu Talento, onde ganhou como melhor DVD infantil em 2006. A cantora é descendente de italianos.[carece de fontes?]
Alessandra levou o título de melhor cantora gospel  2012, computando cerca de  526.340 pontos, desbancando várias cantoras do cenário gospel nacional. A votação foi realizada pelo Portal Terra no final do ano de 2012 e terminada no começo de 2013.

## Carreira
Alessandra iniciou sua carreira cantando no grupo Prisma Brasil, no final da década de 1980, por ocasião de seu ingresso no colégio interno IASP (atual UNASP, em Hortolândia). Participou do grupo nos álbuns decorrentes de 1987 a 1990, incluindo participação em alguns solos, quando conhece então o produtor musical Ariney B. Oliveira.
Em 1991, o casal produz um musical chamado Braços Abertos, com um repertório de cerca de 25 músicas. O casal tem então a ideia de gravar o LP "Braços Abertos", selecionando para o LP dez músicas desse musical, sendo posteriormente relançado em CD. O álbum segue influência do estilo da cantora norte-americana Sandi Patty, com vocal lírico e orquestração instrumental, bem com alguns arranjos contemporâneos, e é considerado, mesmo sendo o primeiro, como um dos melhores álbuns da cantora pelo elevado nível tanto em termos de arranjo e composições, como em termos vocais.
Alessandra e Ariney unem-se em matrimônio no final de 1992 e o casal decide ir para os Estados Unidos, onde Ariney vai a estudo por ter sido aceito no programa de mestrado em regência Coral pela Universidade de Indiana. Um pouco mais tarde, Alessandra se matricula na mesma Universidade e começa a cursar Bacharelado em Canto Lírico, a fim de aperfeiçoar sua técnica e extensão vocal. É nessa "fase universitária" do casal que nasce o álbum Em Nome do Amor, lançado em 1994, seguindo o mesmo estilo do primeiro, com o diferencial de ser um trabalho mais maduro refinado por ocasião do aprendizado e estudo maiores por parte do casal. Concluídos os estudos do Ariney, o casal decide regressar para o Brasil e Alessandra não conclui seu bacharelado devido ao esgotamento de recursos por parte do casal.
A partir do terceiro álbum, "Sem Compromisso", Alessandra deixa um pouco de lado os arranjos de costume, arranjos esses que a haviam influenciado até então, e passa a optar por músicas mais românticas de estilo mais contemporâneo, fazendo uso também de composições mais ritmadas e com forte influência de música brasileira.
A maioria dos seus álbuns foram gravados nos Estados Unidos e conta com a produção do seu marido Ariney, que é também, via de regra, o autor da maioria das canções (letra e música). Somente a letra de algumas músicas são de autoria da própria Alessandra.
De seus álbuns lançados de 1995 até hoje, merecem destaque:
- O CD O Amor é a Resposta, lançado em 1996, que deu bastante projeção ao trabalho do casal, rendendo até um convite para uma apresentação no programa "Domingo Legal" de Gugu Liberato, líder de audiência na época no horário. Devido a grande projeção que esse trabalho proporcionou ao casal,[carece de fontes?] eles decidem lançar no ano de 2000 uma versão em espanhol, intitulado como "Amor es la Respuesta", dando início ao ministério internacional propriamente dito, com muitas viagens pela América Latina e Europa.
- O CD Minha Vida, lançado inclusive em versão inglesa sob o título "My Refuge" em 2003. Semelhante ao O Amor é a Resposta, também trouxe muita projeção para Alessandra no cenário gospel nacional e internacional e a fez ficar por várias semanas como música mais pedida nas rádios de várias capitais do Brasil (Curitiba, Vitória, Porto Alegre e Fortaleza), além de render convites para apresentações convites para apresentações nos Estados Unidos, Canadá e Europa.[carece de fontes?]

## Discografia

### Álbuns com o grupo Prisma Brasil
| Ano  | Título                           |
| ---- | -------------------------------- |
| 1987 | Milagres não se Explicam         |
| 1988 | Discípulo Teu                    |
| 1989 | Glória In Excelsis - E Era Natal |

### Álbuns com o Grupo VP
| Ano  | Título        |
| ---- | ------------- |
| 1988 | Cristo, a Luz |

### Álbuns de carreira
| Ano  | Título                                              |
| ---- | --------------------------------------------------- |
| 1992 | Braços Abertos                                      |
| 1994 | Em Nome do Amor                                     |
| 1995 | Sem Compromisso                                     |
| 1996 | O Amor é a Resposta                                 |
| 1997 | 5 Anos                                              |
| 1998 | Meu Mundo Não É Aqui                                |
| 1999 | Uma Voz, Um Piano, Uma Canção                       |
| 2000 | Cartas de Amor                                      |
| 2000 | Amor Es La Respuesta                                |
| 2001 | Semente                                             |
| 2002 | Cantando a Bíblia com Alessandra Samadello (Vol. 1) |
| 2003 | Minha Vida                                          |
| 2003 | My Refuge                                           |
| 2005 | Cantando a Bíblia com Alessandra Samadello Vol. 2   |
| 2007 | Nasce em Mim                                        |
| 2011 | Impossível Dizer                                    |

### Coletâneas
| Ano  | Título                                  |
| ---- | --------------------------------------- |
| 2001 | O Melhor de Alessandra Samadello        |
| 2008 | As Mais Lindas de Sua Carreira (Vol. 1) |
| 2008 | As Mais Lindas de Sua Carreira (Vol. 2) |

### Videografia
- 1992: VHS Braços Abertos
- 1994: VHS Em Nome do Amor
- 1995: VHS A Voz da Profecia: Hoje é o Tempo
- 1995: VHS Um Mundo de Verdade · Turminha Ká Entre Nós
- 2006: "Cantando a Bíblia com Alessandra Samadello - Vol. 1"
- 2009: "Cantando a Bíblia com Alessandra Samadello Vol. 2"

### Participações
- 2004: DVD ELEF - Encontro de Louvor em Família.
- 2005: DVD "O Desejado de Todas as Nações"
- 2008: DVD "Viva! Uma Celebração à Vida", do Ministério de Louvor da Igreja Adventista Nova Semente.